# Szűcs Antal Gábor
Szűcs Antal Gábor (Budapest, 1950. április 29. –) magyar érdemrend lovagkeresztes gitáros, dalszerző, énekes, a Skorpió és a Dinamit együttes tagja.

## Élete
A magyar rocktörténet egyik legnagyobb vándoraként is említik Szűcs Antal Gábort. Középiskolában tornásznak készült. Magyar Zoltánnal edzett. Tizenöt évesen már az Orkán zenekarban játszott a hétvégeken egész éjszakákat. A zenét autodidakta módon sajátította el, tanulta. „....Nem tanultam semmiféle zenét, végzettségem nincs róla, amit tudok, azt magamtól és a fülem után sajátítottam el. Kottát olvasni nem tudok, nem is érdekelt soha, mert mindig a saját zenémet játszottam, amit mi találtunk ki. Persze el tudok játszani mást is, de ez volt a profilunk.....” vallja magáról. Érdekessége, hogy balkezes, és megtanult jobb kézzel is gitározni. Az általa írt zenéket dallamosnak tartja, mert mint azt nyilatkozta „Én dallamokban gondolkozom. Akár a Skorpióban, akár a Dinamitban, akár a Latin-lemezeken.”
Első saját hangszerét maga faragta, csinálta deszkákból, meg mindenféléből, amiket otthon talált. Ő is bundozta, és ajtómágnesből tekert hozzá pick-upot. Első gyári gitárját tizennyolc éves korában kapta. Első együttese a Szivárvány, majd 3 évig a Hungária tagja is volt.
1973-tól a Skorpió tagja. Az együttessel sokat turnéztak, Lengyelországtól Amerikáig. A magyar zenészek a nyugatiakhoz képest keveset kerestek, ezért állandó turnét vállaltak. A Skorpió 1979-ben feloszlik, megalakul a Dinamit, amely 1982-ig tartott, utána játszott az Ős-Bikiniben. Az 1980-as évek végén beszáll a Bojtorján utódzenekarába, az Albatrossba (1998-tól Új Bojtorján), majd Pomázi Zoltánnal létrehozza a Creol együttest, itt elektromossal váltva akusztikus zenét játszott. 2000-ben Tátrai Tiborral megalapítja a Latin Duót, latinos témára zenélnek.
2009-ben újjáalakult a Dinamit.
Testvére Szűcs Judith énekesnő, Szűcs Annamária, Szűcs László, és Szűcs Bálint.

## Díjak, elismerések
- EMeRTon-díj (2003)
- A Magyar Érdemrend lovagkeresztje – állami kitüntetés (2019)

## Albumai
- Tátrai Tibor & Szűcs Antal Gábor – Latin (CD, Album)
- Tátrai Tibor & Szűcs Antal Gábor – Latin – Latin (CD, Album)
- Tátrai Tibor & Szűcs Antal Gábor – Latin – Latin – Latin (Cass, Album)
- Compilations	Bencsik Sándor – Felkai Miklós – Menyhárt János – Tátrai Tibor – Szűcs Antal Gábor – Varga János
- Gitárpárbaj Acoustic Guitar (CD, Comp)
- Jazz Pop Rock gitárszólók = http://nektar.oszk.hu/hu/manifestation/3730408

## Szerzeményei
Szűcs Antal Gábor Szűcs Judith előadónak / együttesnek szerzett dalai:                                                                               
- A széltoló (Szűcs Judith)
- A véletlen (Szűcs Judith)
- Bádogember (Szűcs Judith)
- Bíborálom (Szűcs Judith)
- Csak egy érzés (Szűcs Judith)
- Csoda történt (Szűcs Judith)
- Egy apró vallomás (Szűcs Judith)
- Eladó ez a szerelem (Szűcs Judith)
- Ha táncolsz velem (Szűcs Judith) *Járd el a Zorba dalát (Szűcs Judith)
- Lélekvonat (Szűcs Judith)
- Mikor emlékül írtál egy dalt (Szűcs Judith)
- Repülök, szállok (Szűcs Judith)
- Rólad szól (Szűcs Judith)
- Téves kapcsolás (Szűcs Judith)
- Búcsú (Szűcs Judith) Nagy koncertː 2023.04.(...) - Elmúltunk 70ǃ